# Daniël Buyle
Daniël Buyle (Vorst, 14 februari 1951) is een Belgisch voormalig journalist en politicus. Hij was tot 2015 griffier van de raad van de Vlaamse Gemeenschapscommissie.

## Levensloop
Buyle behaalde in 1973 een licentiaat Germaanse filologie en een aggregatie aan de VUB. In 1974 behaalde hij er een licentiaat in de pers- en communicatiewetenschappen. Van 1973 tot 1974 was hij leraar Nederlands en Engels. 
In 1975 begon hij als journalist voor de BRTN, waar hij een reputatie ontwikkelde als kritisch interviewer die politici geregeld moeilijke vragen stelde.
Op 14 december 1981 interviewde Buyle premier Wilfried Martens voor het radioprogramma Actueel. Martens had dat jaar vier regeringen gevormd en besloten dat het monopolie van de openbare omroep spoedig zou doorbroken worden. Martens ontweek enkele vragen in verband met zijn verleden als voorzitter van het CVP Jongerenbureau (ten tijde van de studentenopstanden van Mei '68 had Martens voor progressieve frontvorming gepleit).  Op zeker moment vroeg Buyle de premier "of hij geen verraad pleegde aan zijn jeugdidealen?" Volgens de BRTN-directie volgde Buyle met deze vraag te erg zijn eigen mening en was hij zelfs ronduit grof. Het interview had tot gevolg dat de BRTN Buyle onthief als politiek redacteur en hij overgeplaatst werd naar de nieuwsdienst. De bewuste vraag aan Martens werd bij volgende nieuwsuitzendingen gecensureerd. Administrateur-generaal Paul Vandenbussche steunde Buyle en beweerde dat andere journalisten zoals Marc Platel en Jan Schodts soms scherpere inhoudelijke vragen stelden.
In 1985 ontving hij de Arkprijs van het Vrije Woord voor zijn BRT-journalistiek. 
In 1986 publiceerde hij samen met Siel Van der Donckt het boek "Incognito: reportage uit Zuid-Afrika en Namibië", een verslag van een illegale reis door zuidelijk Afrika met veel aandacht voor blanke en zwarte tegenstanders van het regime.
In mei 1987 ontstond er opnieuw controverse rond Buyle. De krant De Standaard leverde kritiek op twee door Buyle uitgezonden nieuwsuitzendingen. In de eerste uitzending had Buyle een montage gemaakt van opmerkelijke en tegenstrijdige uitspraken van CVP-Kamerlid Herman Suykerbuyk over de Voeren-crisis rond José Happart. 
Tijdens een voorbeschouwing op 19 mei 1987 's middags over een boerenbetoging later die namiddag in Brussel had Buyle een archief-fragment uit 1973 gebruikt waarin een verslaggever ter plaatse het toen had over "zwaar vandalisme in de hoofdstad". Dat kon geïnterpreteerd worden als een uitnodiging aan de betogers om die namiddag weer geweld te gebruiken. De nieuwe administrateur-generaal van de BRTN, Cas Goossens, gaf Buyle vanwege dit incident een zware sanctie. Volgens Goossens had Buyle met deze montages niet alleen de objectiviteitsregels, maar ook de werkafspraken geschonden. De feitelijke berichtgeving ("nieuws") en achtergrondinformatie ("actueel") waren niet duidelijk gescheiden. Bovendien waren de nieuwsuitzendingen hierdoor enkele minuten uitgelopen. De journalist werd op 20 mei 1987 hierom ontslagen. Buyle vroeg om een bijeenkomst van de tuchtraad, geleid door Carla Galle, die hem in het gelijk stelde, maar toen de zaak voor de Raad van Beheer gebracht werd, werd hij op 24 augustus 1987 definitief ontslagen.
Er ontstond veel protest van collega-journalisten en sympathisanten tegen deze beslissing. Er waren vermoedens dat de CVP de zaak had gegrepen om de kritische Buyle te kunnen ontslaan. Bovendien gingen Buyles bazen vrijuit en werd de vrijspraak van de Tuchtraad over Buyles ontslag genegeerd. Op 20 september 1987 ontving Buyle van het Nederlands Humanistisch Verbond de "Houten Camera", een prijs voor journalisten die ondanks druk van buitenaf hun integriteit wisten te bewaren.
Buyle begon een nieuwe carrière als assistent voor de VUB en was van 1988 tot 1991 journalist voor de nieuwe zender VTM. Van 1992 tot 1996 was hij docent aan het RITS (Erasmus Hogeschool) en politiek adviseur en kabinetschef (1993-2000) voor de SP (tegenwoordig sp.a). Hij zetelde als gemeenteraadslid in Leuven. Van 2000 tot aan zijn pensioen in 2015 was hij griffier voor de raad van de Vlaamse Gemeenschapscommissie.

## Over Buyle

### Documentaire
- In 2003 maakte cineaste Ilina Stankova en Jan-Pieter Everaerts de documentaire  'De Zaak Buyle' .

### Stripverhalen
- Hij verscheen als Daniël Buylepest in de satirische strip Pest in 't Paleis (1983) door Guido van Meir en Jan Bosschaert. In het verhaal introduceert de regering een nieuwe belasting: de 'tiende penning'. Buyle interviewt premier Wilfried Martens hierover met een raap in plaats van een microfoon (het verhaal speelt zich zogezegd af in de 16de eeuw). Martens vraagt hem wat die met die raap onder zijn neus doet? Buyle stelt hierop een andere vraag: "Zult u ook nog rapen eten als de nieuwe belasting er komt, excellentie?" Martens: "Daar zult u later nog meer over horen, meneer Buylepest." Waarop Willy De Clercq zijn tong uitsteekt naar de onthutste journalist.
- In strook 6 van het Neroalbum Het Jaar van Ricardo (1987) kijkt Buyle over een muurtje.
- In een ander album, De Indiaanse Neusfluit (1987) leest Nero in de krant dat "Buyle buiten ligt" (strook 121).

- International Standard Name Identifier: 0000 0003 5732 9600
- Nederlandse Thesaurus van Auteursnamen: 06861523X
- Système universitaire de documentation: 111059550
- Virtual International Authority File: 195052222
- WorldCat: E39PBJmHKDxtfyc9p3bJ3WrQbd